# Яковлев, Василий Ленинитович
Василий Ленинитович Яковлев (род. 3 июня 1972 в Одессе) — украинский трековый и шоссейный велогонщик, заслуженный мастер спорта Украины, призёр чемпионатов мира, участник Олимпийских игр в Барселоне, Атланте, Сиднее, Афинах, неоднократный победитель и призёр чемпионатов Украины, тренер сборной Украины.

## Биография
Василий Яковлев родился 3 июня 1972 года в Одессе. Заниматься велоспортом начал в 12-летнем возрасте в секции спортивного общества «Колос». В 1988 году на некоторое время прекратил занятия спортом из-за травмы — перелом основания черепа. В 1990 году служил в армии, впоследствии выступал за клуб СКА-9 Одесского военного округа. Окончил Национальный университет физического воспитания и спорта.
С 2015 года Яковлев работает на должности старшего тренера национальной сборной Украины по велоспорту (трек).

### Спортивная карьера
Василий Яковлев успешно выступал на мировых молодёжных соревнованиях ещё в составе сборной СССР. На молодёжном чемпионате Европы 1989 года в Москве он завоевал второе место в гонке преследования. В следующем году в Мидлсбро он завоевал золото в этой же дисциплине и в командной гонке преследования.
В 1993 году на чемпионате мира в гонке по очкам спортсмен завоевал бронзу. В 1999 году в этой же дисциплине Яковлев на чемпионате мира завоевал серебряную медаль.
В том же году на этапе Кубка мира в Валенсии спортсмен выиграл гонку по очкам, в 2001 году на этапе в Щецине он завоевал серебро. В 2004 году Яковлев получил две медали на этапах Кубка мира в мэдисоне: золото в Агуаскальентесе и серебро в Манчестере.
На первых своих Олимпийских играх в Барселоне спортсмен представлял Объединённую команду в гонке по очкам, где попал в финальный раунд. В этой же гонке на Олимпиаде в Атланте Яковлев занял четвёртое место, уступив одно очко бронзовому призёру Стюарту О’Грэйди. На Играх в Сиднее велосипедист снова соревновался в гонке по очкам, где занял 17-е место, а также в мэдисоне, где завоевал девятое место. На Олимпиаде в Афинах Яковлев выступал в тех же дисциплинах: в гонке по очкам занял 19-е место, а в мэдисоне поднялся на высокое пятое место.